# Clinteria moae
Clinteria moae är en skalbaggsart som beskrevs av Jakl 2007. Clinteria moae ingår i släktet Clinteria och familjen Cetoniidae. Inga underarter finns listade i Catalogue of Life.